# Sovranità monetaria
In diritto costituzionale per sovranità si intende il diritto o potere da parte di un soggetto giuridico (tipicamente uno Stato) di emettere o stampare moneta in linea con le sue scelte di politica monetaria (la proprietà e/o la gestione del bene monetario e del soggetto delegato ad emettere/stampare moneta). 
Questo diritto si concretizza in leggi ordinarie che impongono il corso legale, vale a dire l'accettazione coatta (con rilevanza penale) della moneta emessa da parte di tutti gli attori economici (sia persone fisiche che giuridiche) operanti nel territorio dello Stato sovrano; in aggiunta al corso forzoso e cioè l'impossibilità di richiedere il cambio del biglietto in moneta metallica, queste leggi in genere impongono il monopolio della moneta come l'unica valuta ammessa per i pagamenti, e la centralizzazione dell'emissione in unico centro decisionale ed operativo (una sola banca centrale, e una sola Zecca dello Stato).
L'emissione di moneta può essere centralizzata a valore indotto, oppure a fronte di una certa percentuale del valore emesso, che sia garantito da riserve monetarie (oro, argento, altri metalli).
Come detto normalmente la sovranità monetaria appartiene ad uno Stato tramite la sua banca centrale, aggiungendosi agli altri poteri sovrani; nel caso di unioni economiche e monetarie tra più Stati membri, come ad esempio l'Unione economica e monetaria dell'Unione europea, la sovranità monetaria dei singoli Stati afferenti passa all'Unione stessa sempre attraverso la rispettiva banca centrale e il sistema di banche centrali (nel caso della zona euro è la Banca centrale europea (BCE) e il Sistema europeo delle banche centrali).

## La moneta-credito
Nei sistemi finanziari moderni parallela all'emissione di moneta, si è sviluppato enormemente, superandolo per valore, un sistema creditizio basato sulla creazione di strumenti finanziari diversi, che assolvono agli effetti pratici la funzione di denaro chiamati moneta-credito. Questi strumenti vengono emessi dalle banche tanto che alcuni economisti si chiedono se esista ancora in pratica la sovranità monetaria..